# Arctosa nyembeensis
Arctosa nyembeensis är en spindelart som först beskrevs av Embrik Strand 1916.  Arctosa nyembeensis ingår i släktet Arctosa och familjen vargspindlar. Inga underarter finns listade i Catalogue of Life.